# Tweede Kamerverkiezingen 2021/Kandidatenlijst/De Feestpartij
Dit is de kandidatenlijst voor de Tweede Kamerverkiezingen van 2021 van De Feestpartij die op 5 februari 2021 is goedgekeurd door de Kiesraad.

## De lijst
1. Johan Vlemmix, Leende – 3.744 voorkeurstemmen

VVD · PVV · CDA · D66 · GroenLinks · SP · PvdA · ChristenUnie · Partij voor de Dieren · 50PLUS · SGP · DENK · FVD · BIJ1 · JA21 · Code Oranje · Volt · NIDA · Piratenpartij · LP · JONG · Splinter · BBB · NLBeter · LHK · OPRECHT · JEZUS LEEFT · TROTS · UCF · Lijst 30 · PvdE · DFP · VSN · WZNL · Modern Nederland · De Groenen · PvdR